# Gianni Meersman
Pour les articles homonymes, voir Meersman et Meerman.
Gianni Meersman, né le 5 décembre 1985 à Tielt, est un coureur cycliste belge. Professionnel de 2007 à 2016, il a notamment remporté deux étapes du Tour d'Espagne 2016 et le Tour de Wallonie 2014.

## Carrière cycliste

### Carrière amateur
Chez les amateurs, Gianni Meersman se distingue dès l'année 2005, où il remporte notamment le Tour de Namur et une étape de la Ronde de l'Isard d'Ariège. Septième du championnat du monde espoirs, il court une deuxième année chez les espoirs avant de passer professionnel en 2007 dans l'équipe Discovery Channel.

### 2007: première expérience de l'élite chez La Discovery Channel
Il y remporte dès sa première saison une étape du Tour de Géorgie en solitaire, avec l'appui de son coéquipier Janez Brajkovič, et une étape du Tour d'Autriche. Il termine également dans les dix premiers de courses par étapes belges comme les Trois Jours de Flandre-Occidentale ou le Tour de Belgique. 
Son équipe Discovery Channel disparaissant en fin de saison, il évolue à partir de 2008 dans la formation La Française des jeux, où il confirme ses bons résultats de l'année précédente. 

### 2008-2011: le successeur de Philippe Gilbert chez la Française des Jeux / FDJ
Dès sa première course, en février, il se trouve dans l'échappée victorieuse et termine deuxième de la 1re étape de l'Étoile de Bessèges derrière Jan Kuyckx. À la différence de ses compagnons d'échappée, il conserve cette place jusqu'à la dernière étape, devancé seulement par Yury Trofimov. En mai, il obtient notamment la 6e place sur les Quatre Jours de Dunkerque, ainsi que deux podiums sur des courses d'un jour françaises, le Trophée des grimpeurs et le Grand Prix de Plumelec-Morbihan. Après avoir remporté le 29 juillet en solitaire sa première victoire de la saison lors de la 4e étape du Tour de Wallonie, Meersman participe pour la première fois au Tour d'Espagne, qu'il abandonne lors de la 12e étape. 
Alors que son directeur sportif, Marc Madiot, le présente comme un des successeurs de Philippe Gilbert, qui a quitté l'équipe, la saison 2009 de Meersman est plus difficile. En janvier, il est affecté par la mort de Frederiek Nolf, son meilleur ami. Puis en mars, Meersman est victime de douleurs au dos et à la jambe gauche qui le contraignent à interrompre sa saison. Il est opéré en juin, et retrouve la compétition en août. Cependant, au début de la saison 2010, il est à nouveau sujet aux mêmes douleurs et annonce un arrêt de deux mois.

### 2012-2016: retour en Belgique

#### 2012: chez Lotto-Belisol
Annoncé dans l'équipe RadioShack-Nissan, Meersman rejoint finalement Lotto-Belisol. Le Belge gagne alors une étape du Tour de l'Algarve puis une autre sur Paris-Nice. En mai, aligné sur le Tour d'Italie, il est contraint à l'abandon pendant la 7e étape en raison d'une succession de chutes. Il se fracture un coude et un poignet à cette occasion. Pendant l'été, il prend la deuxième place du Tour de Wallonie puis la troisième de la Classique de Saint-Sébastien. Il dispute ensuite le Tour d'Espagne. Aux championnats du monde, dans le Limbourg néerlandais, il dispute la course en ligne avec un rôle d'équipier pour Tom Boonen et Philippe Gilbert,. Ce dernier remporte le titre en attaquant seul dans la dernière ascension du Cauberg. Meersman termine à la 90e place. Au mois de novembre, alors que Lotto-Belisol n'a pas encore la garantie d'être membre de l'UCI World Tour 2013, Meersman annonce quitter cette équipe.

#### 2013-2016: chez Quick-Step
Quelques jours plus tard, il s'engage avec l'autre équipe belge du World Tour, Omega Pharma-Quick Step. Le directeur de celle-ci, Patrick Lefevere, dit « [s'attendre] à ce qu'il fasse étalage de son talent sur des courses comme la Flèche brabançonne ou l'Amstel Gold Race, ainsi que sur certaines étapes de courses importantes d'une semaine ou des épreuves d'une journée. » Meersman dit pour sa part avoir « reçu un rôle de franc-tireur » qui lui plaît. Après un début de saison discret, avec une septième place au Trofeo Platja de Muro, une sixième place d'étape à la Classic Sud Ardèche, il obtient ses premières victoires en mars au Tour de Catalogne. Il gagne les deux premières étapes et occupe pendant deux jours la première place du classement général. Le mois suivant, il remporte la première et la troisième étape du Tour de Romandie. Gianni Meersman prend ensuite part au Critérium du Dauphiné. Il termine deuxième des deux premières étapes et troisième de la troisième étape. Il parvient encore à gagner des sprints intermédiaires pour remporter le maillot vert du classement par points devant le vainqueur de l'épreuve Christopher Froome.
Lors du Tour de Wallonie 2014 disputé à la fin du mois de juillet, il arrive en seconde place aux quatre premières étapes,,,, mais remporte la cinquième étape, le classement général final et le classement par points. Deux semaines plus tard, Meersman gagne devant trois coéquipiers le prologue du Tour de l'Ain dont il prend la tête. Il gagne ensuite la deuxième étape, confortant ainsi son avantage. Il est remplaçant pour la course en ligne des championnats du monde.

### Fin de carrière
Au deuxième semestre 2016, Gianni Meersman s'engage pour la saison suivante avec l'équipe continentale professionnelle française Fortuneo-Vital Concept. Il doit cependant mettre fin à sa carrière avant même de porter le maillot de cette équipe, un bilan cardiaque ayant révélé « une arythmie cardiaque et du tissu cicatriciel ». Fin 2017, il intègre l'équipe de cyclo-cross Marlux-Bingoal en tant que directeur sportif.

## Palmarès et classements mondiaux

### Palmarès sur route
| - 2002 - 2e du Trophée des Flandres - 2e de la Classique des Alpes juniors - 2e du championnat de Belgique du contre-la-montre juniors - 2003 - Grand Prix André Noyelle - 2e de La Bernaudeau Junior - 2004 - Circuit du Hainaut - 2005 - 1re étape de la Ronde de l'Isard d'Ariège - Tour de Namur : - Classement général - 1re, 4e et 5e étapes - 3e de la Flèche ardennaise - 7e du championnat du monde sur route espoirs - 2006 - 2e étape du Tour de Namur - 2e de Zellik-Galmaarden - 2e de Zillebeke-Westouter-Zillebeke - 3e de la Ronde de l'Oise - 3e du championnat de Flandre-Occidentale sur route espoirs - 2007 - 3e étape du Tour de Géorgie - 5e étape du Tour d'Autriche - 2e du Grand Prix Raf Jonckheere - 3e du Circuit Mandel-Lys-Escaut - 2008 - 4e étape du Tour de Wallonie - 2e de l'Étoile de Bessèges - 2e de la Ruddervoorde Koerse - 3e du Trophée des grimpeurs - 3e du Grand Prix de Plumelec-Morbihan - 2010 - 2e de Paris-Corrèze - 2011 - Circuit cycliste des Ardennes : - Classement général - 2e étape - 2e de Paris-Troyes - 2e de la Route Adélie de Vitré - 2e du championnat de Belgique sur route - 3e de Halle-Ingooigem | - 2012 - 1re étape du Tour de l'Algarve - 4e étape de Paris-Nice - 2e du Tour de Wallonie - 3e de la Classique de Saint-Sébastien - 2013 - 1re et 2e étapes du Tour de Catalogne - 1re et 3e étapes du Tour de Romandie - Prologue du Tour de l'Ain - 2e du championnat de Belgique sur route - 2014 - Trofeo Muro-Port d’Alcudia - Tour de Wallonie : - Classement général - 5e étape - Prologue et 2e étape du Tour de l'Ain - 3e du Trofeo Ses Salines - 3e de la Drôme Classic - 3e du Ster ZLM Toer - 6e du Grand Prix cycliste de Québec - 2015 - Cadel Evans Great Ocean Road Race - 1re étape du Tour de l'Algarve - Handzame Classic - 2e du Samyn - 2e du Circuit Mandel-Lys-Escaut - 2016 - 2e et 5e étapes du Tour d'Espagne - 2e du Tour de Wallonie - 3e de la Handzame Classic |  |

### Résultat sur les grands tours

#### Tour de France
1 participation
- 2011 : 77e

#### Tour d'Italie
2 participations
- 2012 : abandon (7e étape)
- 2015 : abandon (4e étape)

#### Tour d'Espagne
5 participations
- 2008 : abandon (12e étape)
- 2010 : 98e
- 2012 : 57e
- 2013 : 58e
- 2016 : 111e, vainqueur des 2e et 5e étapes

### Classements mondiaux
| Année                                 | 2005 | 2006 | 2007 | 2008 | 2009 | 2010 | 2011 | 2012 | 2013 | 2014 | 2015 | 2016 |
| ------------------------------------- | ---- | ---- | ---- | ---- | ---- | ---- | ---- | ---- | ---- | ---- | ---- | ---- |
| UCI World Tour                        |      |      |      |      |      |      |      | 71e  | 86e  | 105e | 214e | 91e  |
| Classement mondial                    |      |      |      |      |      |      |      |      |      |      |      | 112e |
| UCI Europe Tour                       | 292e | 614e |      |      |      |      | 17e  |      |      |      |      | 83e  |
|                                       |      |      |      |      |      |      |      |      |      |      |      |      |
| Légende : nc = non classéSource : UCI |      |      |      |      |      |      |      |      |      |      |      |      |

## Palmarès sur piste

### Championnats de Belgique
- 2001
  -  Champion de Belgique de l'omnium débutants
  -  Champion de Belgique de course aux points débutants
  - 2e du championnat de Belgique de poursuite débutants
- 2002
  -  Champion de Belgique de poursuite juniors
  - 2e du championnat de Belgique de course aux points juniors
- 2004
  - 3e du championnat de Belgique de l'américaine